# Le mort frappe à la porte
Le mort frappe à la porte — The Dead Man's Knock, dans l'édition originale britannique — est un roman policier américain de John Dickson Carr publié d'abord en Angleterre en 1958. C'est le 19e roman de la série mettant en scène le personnage du Dr Gideon Fell.

## Résumé
Mark Ruthven, un professeur de littérature dans une université de la banlieue de Washington, apprend un jour que des faits étranges se multiplient  sur le campus : un farceur dessine de nuit des graffitis fluorescents sur les murs du gymnase, le vieux gardien de l'établissement manque d'être écrasé par chute d'un poids en fonte, un jeune qui ne sait pas nager est poussé dans la piscine, l'infirmerie serait devenue le lieu de rendez-vous privilégié de jeunes amants. La rumeur court que Rose Lestrange, une très belle jeune femme, serait la responsable de ces incidents. 
Le lendemain matin, le professeur reçoit dans sa demeure un appel téléphonique anonyme qui lui enjoint de se rendre de toute urgence chez cette Rose Lestrange. Sur les lieux, il retrouve son ami, le Dr Saunders, et tous deux repèrent dans la maison une chambre hermétiquement close et verrouillée de l'intérieur.  Quand ils parviennent, non sans peine, à y pénétrer, ils découvrent le cadavre poignardé de Mlle Lestrange. Immédiatement, Mark Ruthven craint que son épouse, qui l'accusait avec raison d'entretenir une relation amoureuse avec la victime, ne soit la coupable par jalousie de ce meurtre. Ce qui le lui laisse croire, c'est que cet assassinat est calqué sur une idée émise dans la correspondance de Wilkie Collins, l'un des pères du roman policier. Dans une lettre de 1867 adressée à Charles Dickens, Collins révélait les grandes lignes de son prochain roman, Le mort frappe à la porte, où un meurtre serait maquillé en suicide dans une chambre close. En outre, le professeur, qui avait prêté à Rose, la veille, son exemplaire d'un roman de Collins, retrouve avec stupéfaction le livre chez lui, dans sa propre bibliothèque.  Le Dr Sanders considère bientôt cette affaire trop exceptionnelle pour ne pas faire appel à son ami de toujours, le Dr Gideon Fell, afin d'en éclaircir le mystère.

## Éditions
Éditions originales en anglais
- (en) John Dickson Carr, The Dead Man's Knock, Londres, Hamish Hamilton, 1958 — édition originale britannique.
- (en) John Dickson Carr, The Dead Man's Knock, New York, Harper, 1958 — édition américaine.

Éditions françaises
- (fr) John Dickson Carr (auteur) et Claude-Antoine Ciccione (traducteur), Qui a peur de Charles Dickens ? [« The Dead Man's Knock »], Paris, Éditions J'ai lu, coll. « J'ai lu policier no 99 », 1969, 256 p. (BNF 35144698)
- (fr) John Dickson Carr (auteur) et Claude-Antoine Ciccione (traducteur), Le mort frappe à la porte [« The Dead Man's Knock »], Paris, Clancier-Guénaud, coll. « Polars no 10 », 1983, 249 p. (ISBN 2-86215-043-6, BNF 34718726)
- (fr) John Dickson Carr (auteur) et Claude-Antoine Ciccione (traducteur), Le mort frappe à la porte [« The Dead Man's Knock »], Paris, Librairie des Champs-Élysées, coll. « Le Masque, no 2005 », 1990, 221 p. (ISBN 2-7024-2037-0, BNF 35083242)

## Sources
- Jacques Baudou et Jean-Jacques Schleret, Les Métamorphoses de la chouette, Paris, Futuropolis, 1986, p. 56.
- Roland Lacourbe, John Dickson Carr : scribe du miracle. Inventaire d'une œuvre, Amiens, Encrage, 1997, p. 59-60.